# Crossover jazz
O crossover jazz é um género de jazz com origem na década de 1970, resultado da fusão do jazz com música pop, rhythm and blues  e música do mundo. 
No início dos anos 70, o declínio do jazz de fusão levou a que os músicos de jazz procurassem audiências mais abrangentes, incorporando diversos géneros musicais, e tornando o jazz mais audível e comercial. Esta mistura de géneros foi designado por crossover. Actualmente, este género incorpora composições que vão desde o instrumental de Kenny G, a Al Jarreau ou a vocais como os de George Benson. Ao contrário do smooth jazz o crossover jazz pretende manter a improvisação mas um nível que seja comercial.

## Principais intérpretes
- David Benoit
- George Benson
- Kenny G
- Boney James
- Al Jarreau
- Dave Koz
- Chuck Loeb
- Pat Metheny
- The Rippingtons
- David Sanborn
- Roberto Tola
- Spyro Gyra
- Grover Washington, Jr.
- Kirk Whalum
- Eric Lewis
- The Yellowjackets
- Jamie Cullum